# Wieża książęca w Rakowicach Wielkich
Wieża książęca w Rakowicach Wielkich – pozostałości zabytkowej, mieszkalnej wieży rycerskiej o charakterze obronnym, położonej w pobliżu potoku Rakówka. Wieża znajduje się w Rakowicach Wielkich, w województwie dolnośląskim, w powiecie lwóweckim, w gminie Lwówek Śląski. Jedna z dwóch wież mieszkalnych w Rakowicach Wielkich. Ruina jest obecnie mocno porośnięta przez trawy, krzewy i młodnik. Wieża książęca stoi około 500 metrów na północ od wieży miejskiej, w bezpośrednim sąsiedztwie torów kolejowych obsługujących ruch towarowy.

## Historia
Wieża książęca została wybudowana w XV bądź XVI wieku. Zniszczona w wyniku licznych zaniedbań konserwatorskich. W latach 60. XX wieku zawalił się dach wieży, a w latach 70. całość konstrukcji. Wieża posiadała trzy kondygnacje. Obecnie została zredukowana do samych murów przyziemia. Podobnie jak wieża miejska w Rakowicach Wielkich posiadała zabudowania folwarczne, obecnie niezachowane.
Wieża należała do książęcego zarządcy folwarku w Rakowicach Wielkich. Pomimo iż jest nazywana książęcą, to jednak wraz z folwarkiem należała do rycerza Hansa Reussnera, który posiadał tę część Rakowic Wielkich. Wieża powstała przede wszystkim dla celów mieszkalnych. Po Hansie Reussnerze posiadłość przez wiele lat była w posiadaniu drobnych feudałów, których majątek zwykle nie przekraczał jednej wsi.

## Charakterystyka
Wieżę wzniesiono na planie zbliżonym do kwadratu. Do jej zbudowania wykorzystano okoliczny piaskowiec łamany oraz kamienne ciosy. Całość nakryto dwuspadowym, stromym dachem. Do środka budowli wchodzono przez kamienny portal z półkolistym łukiem. Wewnątrz znajdowało się duże pomieszczenie i prostokątna sień prowadząca kamiennymi schodami na pierwsze piętro. Druga kondygnacja nie różniła się znacząco od parteru. Mieściła się tu nieco większa, przesklepiona izba i klatka schodowa. Na wyższe kondygnacje prowadziły drewniane schody, które zmniejszało obciążenie i ryzyko zawalenia. Trzecia kondygnacja została podzielona na pokój mieszkalny i komorę mające drewniane stropy. Oprócz wymienionych pomieszczeń na drugim piętrze, przy północnej ścianie, tuż przy schodach, znajdowało się niewielkie pomieszczenie z metalowym naczyniem i rzygaczem odprowadzającym na zewnątrz nieczystości.

## Ciekawostki
- Wieża przetrwała II wojnę światową w stanie nienaruszonym.
- Wieża znajduje się na terenie otwartym i powszechnie dostępnym[6].